# Leucospis desantisi
Leucospis desantisi är en stekelart som beskrevs av Boucek 1974. Leucospis desantisi ingår i släktet Leucospis och familjen Leucospidae.
Artens utbredningsområde är Paraguay. Inga underarter finns listade i Catalogue of Life.